# Oikos

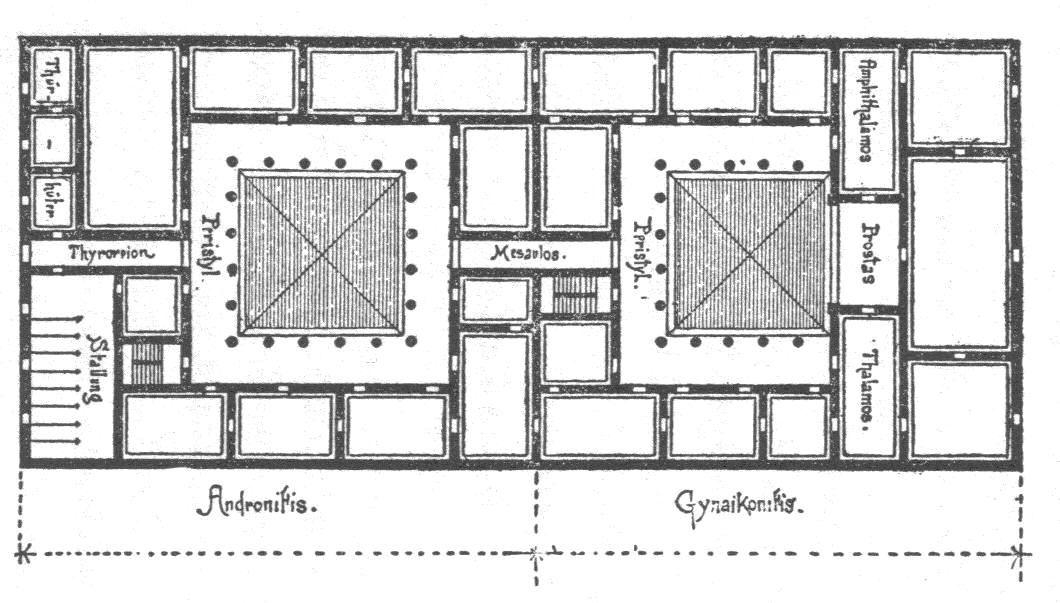
Plànol d'una casa grega, a De architectura de Vitruvi. A l'entrada, l'andró (ανδρῶν, zona masculina), al voltant d'un peristil; al fons, al voltant d'un altre peristil, el gineceu (γυναικεῖον, zona femenina), amb el thalamos (θάλαμος, "alcova" o jaç marital).

Plànol d'una casa grega de tipus prostas (προστάς, "avantsala"). Altres tipologies eren el tipus pastes (παστάς, "atri"), el tipus peristylon (περίστυλον) i el tipus megaron (μέγαρον).

La unitat arquitectònica d'un pòrtic amb una sala principal identifica l'oikos amb el megaron de l'Edat del Bronze micènica.

Oikos (grec:οἶκος, plural: οἶκοι), l'equivalent al terme "casa" a la Grècia Antiga, és el conjunt de béns i persones que constituïa la unitat bàsica de la societat a la majoria de les ciutats estat (polis), i incloïa al capdavant de l'oikos el telestai (generalment l'home de major edat -l'equivalent romà era el pater familias-), la seva família estesa (diverses generacions a més de la família nuclear -esposa i fills-), i els esclaus, que vivien junts en un marc domèstic. Els grans oikos incloïen extenses explotacions agropecuàries treballades generalment pels esclaus, les quals eren també la unitat bàsica de l'economia antiga.
L'oikos funcionava com una unitat econòmica i social autàrquica, «era el centre al voltant del qual estava organitzada la vida», a partir del qual no només se satisfeien les necessitats materials, incloent-hi la seguretat, sinó també les normes i els valors ètics, els deures, les obligacions i responsabilitats, les relacions socials i les relacions amb els déus.
L' oikos no era solament la família, era tot el personal de la casa i els seus béns. Dirigir un oikos significava tant menar una granja com el govern i manteniment de la pau a la família. Enfront de l'aparatositat dels palaus de Menelau o Alcínou, el d'Ítaca és un "palau de segona classe", cosa que fa que Odisseu es converteixi en "l'heroi de l'oikos".
Aquestes definicions s'apliquen al conjunt de la història de Grècia des del segle VIII al IV aC.
Aristòtil descriu l'oikos com una «comunitat constituïda naturalment per a la satisfacció de les necessitats quotidianes», els membres de les quals es defineixen com aquells que han estat criats amb un mateix aliment.
Però la delimitació aristotèlica de les funcions de la casa opera sobre una fluctuació entre dos termes: oikos i oikia (grec: οἰκία), que poden traduir-se de la mateixa forma, com en el passatge de la Política (1252b 9-22). Però oikos i oikia no sempre significaven el mateix. Xenofont diu que la primera paraula fa al·lusió a la casa en el sentit estricte de lloc de residència, mentre que la segona denota no solament la casa sinó també les propietats. Però aquesta distinció no era acceptada pels autors grecs. Els testimoniatges d'alguns oradors àtics com Isòcrates i Iseu indiquen que oikia podia connotar no solament la casa sinó també la família o la propietat, de manera que el seu sentit s'oposava al de oikos. De tota manera, en el context de la llei atenesa era habitual que oikia signifiqués «casa» i oikos «propietat» o «família». També existeix un ús de oikos com a "petit edifici sagrat" (temple grec).
L'oikos era la pedra angular d'aquesta societat antiga. No obstant això, al segle v aC, antics autors grecs van oposar la naturalesa del oikos amb la de la polis; el conflicte entre ambdues va ser tractada en el teatre tràgic grec.